# Bernard de Dryver
Bernard de Dryver, född 19 september 1952 i Bryssel, är en belgisk racerförare.

## Racingkarriär
de Dryver försökte kvalificera sig till Belgiens Grand Prix två gånger i slutet av 1970-talet, men misslyckades båda gångerna.

## F1-karriär
| Säsong | Stall/Tillverkare                            | Poäng | Placering |
| ------ | -------------------------------------------- | ----- | --------- |
| 1977   | British Formula One Racing Team (March-Ford) | 0     | –         |
| 1978   | Patrick Nève (March-Ford)                    | 0     | –         |